# NGC 582
NGC 582 est une galaxie spirale barrée située dans la constellation du Triangle. NGC 582 a été découverte par l'astronome prussien Heinrich d'Arrest en 1863.

## Caractéristiques
Sa vitesse par rapport au fond diffus cosmologique est de 4 070 ± 20 km/s, ce qui correspond à une distance de Hubble de 60,0 ± 4,2 Mpc (∼196 millions d'al).
À ce jour, 25 mesures non basées sur le décalage vers le rouge (redshift) donnent une distance de 59,904 ± 5,031 Mpc (∼195 millions d'al), ce qui est à l'intérieur des valeurs de la distance de Hubble.

## Groupe de NGC 499
NGC 582 fait partie du groupe de NGC 499. Outre NGC 499, les autres galaxies de ce groupe sont NGC 495, NGC 504, NGC 517 et PGC 5026.